# نگین (مجله)
نگین ماهنامه‌ای بود که از ۱۳۴۴ تا ۱۳۵۹ در ایران منتشر می‌شد. صاحب امتیاز و سردبیر آن محمود عنایت بود.
مطالب آن بیشتر به ادبیات و علوم انسانی می‌پرداخت. محمود عنایت در هر شماره سرمقاله‌ای با عنوان «راپُرت» می‌نوشت که بعدها مجموعه‌ای از این مقالات به صورت کتاب منتشر شد.
نخستین شماره «نگین» در خرداد ۱۳۴۴ با قیمت ۱۵ ریال و آخرین شماره آن با قیمت ۱۰۰ ریال منتشر شد. این مجله به مدت ۱۵ سال به عنوان یکی از مجلات روشنفکری دهه‌های ۱۳۴۰ و ۱۳۵۰ به فعالیت خود ادامه داد و بعد از انتشار ۱۷۷ شماره در سال ۱۳۵۹ یعنی دو سال بعد از انقلاب ۱۳۵۷ انتشار آن متوقف شد. نویسندگانی چون محسن هشترودی، فخرالدین شادمان، محمود صناعی، علی‏‌اصغر حاج‏‌سیدجوادی، شاپور راسخ، عبدالرضا امیرابراهیمی، بهمن فرسی، احسان نراقی، حمید نطقی، داریوش آشوری، عباس میلانی، محمد قائد، سید محمد دبیرسیاقی، انور خامه‏‌ای، سعیدی سیرجانی، منصوره اتحادیه، رضا براهنی، ابوالقاسم انجوی شیرازی و محمدرضا شفیعی کدکنی در مجلهٔ نگین قلم زدند.